# Veer-Zaara
Veer-Zaara (Hindi: वीर-ज़ारा, Urdu: ویر زارا) è un film indiano di Bollywood del 2004, diretto da Yash Chopra. I ruoli principali sono interpretati da Shah Rukh Khan, Preity Zinta e Rani Mukherjee. Anche Amitabh Bachchan e Hema Malini compaiono in alcune scene del film.
Il film è stato il maggior successo bollywoodiano della stagione, sia in India che nel resto del mondo, guadagnando oltre 750 milioni di rupie e ottenendo un discreto successo in alcuni festival internazionali (tra cui il Festival di Berlino). Ha vinto, inoltre, diversi premi cinematografici, tra cui il premio per il miglior film al Filmfare Awards, l'equivalente indiano degli Oscar.

## Trama
Ambientato sullo sfondo del conflitto tra India e Pakistan, il film racconta la sfortunata storia d'amore tra un ufficiale dell'Indian Air Force, Veer Pratap Singh, e una donna pakistana, Zaara Haayat Khan, separati contro la loro volontà per oltre vent'anni. La maggior parte della storia è rivelata tramite flashback: si tratta dei ricordi che Veer Pratap Singh, rinchiuso in una prigione pachistana, racconta all'avvocato Saamiya Siddiqui. L'avvocato, commossa dalla storia, si impegnerà contro pregiudizi e storiche rivalità fino a consentire il ricongiungimento dei due.